# Batorz
Batorz – wieś w Polsce położona w województwie lubelskim, w powiecie janowskim, w gminie Batorz. Leży nad Porem.
Wieś szlachecka  położona była w drugiej połowie XVI wieku w powiecie urzędowskim województwa lubelskiego.
W latach 1954–1972 wieś należała i była siedzibą władz gromady Batorz. W latach 1975–1998 miejscowość administracyjnie należała do województwa tarnobrzeskiego. Według Narodowego Spisu Powszechnego (III 2011 r.) wieś liczyła 918 mieszkańców.
Miejscowość do końca 2024 roku była siedzibą gminy Batorz. Z dniem 1 stycznia 2025 siedziba gminy została zmieniona na Batorz Pierwszy.
Administracyjnie na terenie wsi utworzono trzy sołectwa: Batorz Pierwszy, Batorz Drugi i Batorz-Kolonia.
Miejscowa ludność wyznania katolickiego przynależy do parafii św. Stanisława Biskupa i Męczennika w Batorzu Pierwszym.
| SIMC    | Nazwa           | Rodzaj    |
| ------- | --------------- | --------- |
| 0787939 | Batorz Drugi    | część wsi |
| 0787951 | Batorz Pierwszy | część wsi |
| 0787945 | Batorz-Kolonia  | część wsi |

## Historia
Nazwa miejscowości pochodzi prawdopodobnie od mongolskiego słowa bator oznaczającego „bohatera”.
6 września 1863 w okolicach wsi, na Sowiej Górze, rozegrała się bitwa między oddziałem powstańców styczniowych dowodzonych przez Marcina Lelewela Borelowskiego, a wojskami rosyjskimi. Na miejscowym cmentarzu zostali pochowani polegli powstańcy wraz ze swoim dowódcą.

## Obiekty użyteczności publicznej
Ważniejsze obiekty w miejscowości:
- Muzeum wsi w Batorzu działające od 9 stycznia 2006 roku.
- Budynek Zespołu Szkół w Batorzu
- Ośrodek Narciarski Wotex w Batorzu
- Gminny Ośrodek Kultury w Batorzu
- Publiczna Biblioteka Gminna w Batorzu
- Publiczny Ośrodek Zdrowia w Batorzu
- Urząd Pocztowy w Batorzu
- Bank Spółdzielczy w Batorzu
- Kościół św. Stanisława Biskupa i Męczennika w Batorzu
- Ochotnicza Straż Pożarna w Batorzu
- Budynek Urzędu Gminy w Batorzu

## Zabytki
- Mogiła żołnierza czeskiego z 1915 r.